# 17. oktober
17. oktober je 290. dan leta (291. v prestopnih letih) v gregorijanskem koledarju. Ostaja še 75 dni.

## Dogodki
- 538 pr. n. št. – perzijski kralj Kir II. vkoraka v Babilon, osvobodi Jude od skoraj 70 let izgnanstva ter sestavi prvo deklaracijo o človekovih pravicah
- 1425 – na ukaz Hermana II. Celjskega na gradu Ojstrica umorijo Veroniko Deseniško
- 1448 – na Kosovem polju se prične druga kosovska bitka med vojskama Jánosa Hunyadija in Murata II.
- 1604 – Johannes Kepler opazuje supernovo SN 1604 v ozvezdju Kačenosca
- 1662 – Karel II. proda Dunkerque Franciji za 40.000 funtov
- 1797 – s podpisom miru v Campoformiu ukinjena Beneška republika
- 1855 – Henry Bessemer patentira Bessemerjev postopek za cenejšo izdelavo jekla
- 1912 – Bolgarija, Grčija in Srbija napovedo vojno Otomanskem imperiju, ter se s tem pridružijo Črni gori v prvi balkanski vojni
- 1918 – ladja SS Lucia je zadnja žrtev nemških vojaških podmornic prve svetovne vojne
- 1931 – Al Capone obsojen na 11-letno zaporno kazen
- 1933 – Albert Einstein emigrira v ZDA
- 1941 – pokol v Kraljevu
- 1961 – v demonstracijah v Parizu ubitih vsaj 240 alžirskih demonstrantov
- 1979 – Mati Tereza dobi Nobelovo nagrado za mir
- 1989 – potres v San Franciscu zahteva 60 smrtnih žrtev
- 1997 – Che Guevara pokopan v kubanski Santa Clari
- 1998 – v Londonu na zahtevo Španije aretiran Augusto Pinochet
- 2001 – odkritih 8 planetov izven našega Osončja
- 2004 – Helena Javornik je v Amsterdamu postavila državni rekord v maratonu s časom dve uri, 27 minut in 33 sekund

## Rojstva
- 1253 – Ivo Kermartin, francoski pravnik in svetnik († 1303)
- 1696 – Avgust III. Poljski, poljski kralj in litovski veliki knez († 1783)
- 1760 – Saint-Simon, francoski socialist († 1825)
- 1803 – Ferenc Deák, madžarski državnik († 1876)
- 1817 – Ahmed Khan, indijski islamski družbeni reformator († 1898)
- 1820 – Édouard Albert Roche, francoski matematik, astronom († 1883)
- 1821 – Alexander Gardner, ameriški fotograf škotskega rodu († 1882)
- 1833 – Paul Bert, francoski fiziolog, politik, diplomat († 1886)
- 1835 – Alexandrine Pieternella Francoise Tinné, nizozemska raziskovalka Afrike († 1869)
- 1859 – Frederick Childe Hassam, ameriški slikar, grafik († 1935)
- 1861 – Miroslav Malovrh, slovenski pisatelj in urednik († 1922)
- 1865 – Lucjan Żeligowski, poljski general in politik († 1947)
- 1883 – Alexander Sutherland Neill, škotski pedagog († 1973)
- 1886 – Ernest William Goodpasture, ameriški patolog († 1960)
- 1888 – Paul Isaac Bernays, švicarski matematik, logik († 1977)
- 1912 –
  - Janez Pavel I., papež italijanskega rodu († 1978)
  - Ferdo Godina, slovenski pisatelj, († 1994)
- 1915 – Arthur Miller, ameriški dramatik († 2005)
- 1918 – Rita Hayworth, ameriška filmska igralka († 1987)
- 1919 – Žao Zijang, kitajski voditelj († 2005)
- 1920 – Montgomery Clift, ameriški filmski igralec († 1966)
- 1925 – Anica Šinkovec, slovenska gledališka igralka († 2004)
- 1934 – Rico Rodriguez, jamajški pozavnist in skladatelj († 2015)
- 1938 – Evel Knievel, ameriški kaskader († 2007)
- 1942 – Renato Verlič, slovenski glasbenik
- 1956 – Mae C. Jemison, ameriška astronavtka
- 1972 – Eminem, ameriški rapper
- 1976 – Bernarda Žarn, slovenska TV voditeljica
- 1979 – Kimi Räikkönen, finski avtomobilski dirkač

## Smrti
- 1064 – Rodolfo Gabrielli, benediktanski menih in svetnik (* 1034)
- 1277 – Mastino I. della Scala, vladar Verone
- 1346 – John Randolph, škotski plemič, 3. grof Moray (* 1306)
- 1428 – Andrej Rubljov, ruski slikar (* 1360)
- 1690 – Marjeta Marija Alakok, francoska redovnica, svetnica, pobudnica čaščenja Srca Jezusovega (* 1647)
- 1714 – Janez Svetokriški, slovenski pridigar, pisec (* 1647)
- 1757 – René Antoine Ferchault de Réaumur, francoski znanstvenik (* 1683)
- 1799 – Louis Claude Cadet de Gassicourt, francoski kemik in farmacevt (* 1731)
- 1803 – Anton Makovic, slovenski zdravnik (* 1750)
- 1837 – Johann Nepomuk Hummel, avstrijski skladatelj in pianist (* 1778)
- 1849 – Frédéric-François Chopin, poljsko-francoski skladatelj (* 1810)
- 1854 – Vladimir Aleksejevič Kornilov, ruski admiral (* 1806)
- 1887 – Gustav Robert Kirchhoff, nemški fizik (* 1824)
- 1889 – Nikolaj Gavrilovič Černiševski, ruski filozof in socialist (* 1828)
- 1901 – Jakob Alešovec, slovenski pisatelj (* 1842)
- 1910 – Julia Ward Howe, ameriška pesnica, aktivistka (* 1819)
- 1914 – Theodor Lipps, nemški psiholog (* 1851)
- 1931 – Alfons Maria Jakob, nemški nevrolog (* 1884)
- 1934 – Santiago Ramón y Cajal, španski histolog in zdravnik (* 1852)
- 1937 – J. Bruce Ismay, britanski poslovnež (* 1862)
- 1938 – Karl Kautsky, nemški teoretik socialne demokracije (* 1854)
- 1944 – Hans Krása, češki skladatelj (* 1899)
- 1963 – Jacques Salomon Hadamard, francoski matematik (* 1865)
- 1973 – Ingeborg Bachmann, avstrijska pesnica, pisateljica (* 1926)
- 1978 – Giovanni Gronchi, italijanski politik, književnik, filozof (* 1887)
- 2003 – Danilo Pokorn, slovenski muzikolog (* 1924)

## Prazniki in obredi
- Mednarodni dan OZN boja proti revščini